# Lukas Geniušas
Lukas Geniušas (în rusă Лукас Генюшас; n. 1 iulie 1990, Moscova, RSFS Rusă, URSS) este un pianist ruso-lituanian.
A început să studieze pianul la vârsta de cinci ani, iar în 1996 a intrat la Colegiul de muzică „Frederic Chopin” din Moscova. A continuat să practice pianul cu profesoara Vera Gornostaeva⁠(d) la Conservatorul de Stat din Moscova⁠(d). În 2004, el a primit bursa Fundației M. Rostropovici. 
Evoluează în fața publicului din 1996. A concertat cu diverse orchestre la Moscova, Sankt Petersburg, Vilnius, Wroclaw și Hamburg. A avut evoluții solo în Rusia, Polonia, Suedia, Germania, Franța, Elveția, Lituania și Austria.

## Familie
Tatăl său este pianistul lituanian Petras Geniušas⁠(d), iar mama sa este profesoara Conservatorului de Stat din Moscova Xenia Knorre⁠(d) (în rusă Ксения Вадимовна Кнорре). Bunica lui Lukas este pianista rusă Vera Gornostaeva⁠(d) (în rusă Вера Васильевна Горностаева). 

## Premii
- 2002: Sankt Petersburg, Rusia: Concursul internațional de pian „Step to Mastership”, locul I;
- 2003: Moscova, Rusia: prima competiție deschisă a Școlii Centrale de Muzică, locul I;
- 2004: Moscova, Rusia: Concursul internațional de pian Frederic Chopin pentru tinerii pianiști, locul 2;
- 2005: Salt Lake City, SUA: Concursul internațional de pian „Gina Bachauer”, categoria Artiști tineri, locul 2;
- 2007: Scoția, Regatul Unit: Concursul internațional de pian din Scoția, locul 2;
- 2008: Moscova, Rusia: „Jocurile delfice pentru tineret din Rusia”, locul I;
- 2008: San Marino, Italia: Concursul internațional de pian, locul 2;
- 2009: Pianello Val Tidone, Italia: Concursul internațional de pian „Music della Val Tidone”, locul I;
- 2010: Salt Lake City, SUA: Concursul internațional de pian „Gina Bachauer”, locul I;
- 2010: Varșovia, Polonia: Concursul internațional de pian „Frederic Chopin”, locul 2;[4]
- 2015: Moscova, Rusia: Concursul internațional Ceaikovski, locul 2 (pe care l-a împărțit cu americanul George Li⁠(d)).